# Strasbourgi táncmánia
A strasbourgi táncmánia egy 1518-as, máig megmagyarázatlan eseménysorozat, amelynek részeként mintegy négyszáz ember táncolt heteken át folyamatosan. Közülük többen meghaltak.

## Története
1518 júliusban egy strasbourgi nő, Troffea asszony forogni, hajladozni kezdett az utcán, és ezt a magányos táncot egy héten át folytatta. Eközben három tucat ember csatlakozott hozzá. Augusztusra a táncolók száma elérte a négyszázat. Az orvosok, más magyarázat híján, az emberek forró vérét hibáztatták, és azt tanácsolták, hogy az érintették pörögjék ki magukból a lázat. A város ezért megbízott egy zenekart, hogy biztosítsa a talpalávalót. A maratoni tánc azonban kezdett áldozatokat szedni, többen agyi érkatasztrófában, mások szívrohamban haltak meg. A táncnak szeptemberben lett vége, amikor a táncolókat egy távoli hegyi szentélybe vitték, hogy imádkozzanak bűnbocsánatért.
Ilyen események nemcsak Strasbourgban történtek, hanem Svájcban, a mai Hollandia és Németország területén is, habár azok közül kevés volt olyan hosszú és halálos, mint az 1518-as. A tudomány több esetleges magyarázattal is szolgál a kiváltó okra. Elképzelhető, hogy a Strasbourgot sújtó járvány és éhezés borzalmai összekapcsolódtak a Szent Vitussal kapcsolatos rítussal, amikor az emberek a szobra előtt táncoltak, és ez a stressz hisztériát váltott ki. Más elképzelések szerint a táncolók egy vallási szekta tagjai voltak, esetleg anyarozsmérgezésük volt.